# Les Misérables – Gefangene des Schicksals
Les Misérables – Gefangene des Schicksals (Alternativtitel: Die Elenden) ist eine für das Fernsehen produzierte, vierteilige Literaturverfilmung von Josée Dayan. Die internationale Co-Produktion war die 25. Verfilmung des Romans Die Elenden (OT: Les Misérables) von Victor Hugo.
Der Film spielt während der französischen Restauration zu Beginn des 19. Jahrhunderts und behandelt das Schicksal des Jean Valjean, der nach einem Brotraub zu rund 20 Jahren Haft verurteilt wird. Seine Entlassung bedeutet vor allem für Inspektor Javert keine Resozialisation, da in seinen Augen ein Krimineller immer ein Krimineller bleibt. Er verfolgt Valjean daher hartnäckig, der sich so bis fast ans Lebensende stets auf der Flucht befindet.

## Handlung

### Teil 1
Wegen eines gestohlenen Brotes wird Jean Valjean zu einer hohen Gefängnisstrafe verurteilt. Zwei Jahre vor seiner Haftentlassung rettet er bei einem Gefängnisbrand einem Gefangenen das Leben. Dafür werden ihm zwei Monate seiner Haft erlassen, die ihm der unerbittliche Inspektor Javert nach einem kleinen Zwischenfall zur bereits bestehenden Strafe hinzuzählt. Zwei Jahre und zwei Monate später wird Valjean nach rund 20 Jahren Gefängnishaft entlassen. Er kommt für eine Nacht in der Kirche des Bischofs von Digne unter, wo er am Morgen Silberbesteck stiehlt und den Bischof nur darum nicht im Schlaf ermordet, weil dieser anscheinend weint. Valjean wird bei einer Passkontrolle aufgegriffen, doch behauptet der Bischof, dass er ihm das Besteck geschenkt habe. Zusätzlich übergibt er Valjean zwei wertvolle Silberleuchter. So bringt er den beschämten Valjean zurück auf den Pfad der Tugend. Zwar stiehlt dieser einem kleinen Jungen eine Münze, will sie jedoch sofort zurückgeben, als er sich an die Leuchter erinnert. Der Junge erstattet Anzeige und Javert, dem dies zu Ohren kommt, wird in seiner Meinung bestätigt: Einmal Krimineller, immer Krimineller.
Sechs Jahre später ist Valjean unter dem Namen Monsieur Madeleine sozial aufgestiegen. In Montreuil ist er Bürgermeister und Inhaber einer Weberei, die Stoff aus Brennnesseln herstellt. In seiner Weberei arbeitet auch die junge Fantine. Sie wurde einst von Valjeans Freund Felix geschwängert und von ihm verlassen. Ihr Kind Cosette gab sie nach zwei Jahren zu den Wirtsleuten Thénardier, denen sie monatlich eine hohe Summe für die Pflege zahlen muss. Cosette wird von den Thénardiers als Magd gehalten. Als Fantines Vorgesetzte erfährt, dass sie ein uneheliches Kind hat, wird Fantine entlassen. Sie verdient sich ihr Geld nun mit Prostitution und fällt so Javert auf, der als Inspektor nach Montreuil versetzt wurde, um Monsieur Madeleines Geschäfte näher zu untersuchen. Fantine schneidet ihr Haar ab und verkauft es, um den monatlichen Zahlungsforderungen der Thénardiers nachkommen zu können, und erkrankt bald schwer. Als Javert sie nach der unberechtigten Beschwerde eines Bürgers einsperren lassen will, holt Valjean sie aus dem Gefängnis und gibt sie zur Pflege bei Nonnen. Nicht nur dieses eigenmächtige Handeln bringt Javert gegen Valjean auf. Von Fuhrunternehmer Fauchelevent, der sich von Javert ungerecht behandelt fühlt, wurde Javert zu Nachforschungen über „Monsieur Madeleine“ angeregt. Javert bezichtigt den Bürgermeister, der ehemalige Häftling Valjean zu sein, nimmt seine Aussage jedoch zurück, als in Arras ein vermeintlicher Valjean verurteilt werden soll. Der echte Valjean begibt sich daraufhin nach Arras, wo er vor Gericht zugibt, selbst Valjean zu sein. Im Bewusstsein, in Kürze verhaftet zu werden, kehrt Valjean nach Montreuil zurück.

### Teil 2
Fantine liegt im Sterben. Als Valjean aus Arras zurückkehrt, behauptet er, ihre Tochter Cosette geholt zu haben, da dies der letzte Wunsch der Sterbenden ist. Javert erscheint, um Valjean zu verhaften. Er eröffnet Fantine unbarmherzig, dass Valjean gelogen habe, und Fantine stirbt nach kurzer Zeit. Valjean jedoch will den letzten Wunsch Fantines erfüllen. Er flüchtet und kann selbst einer großangelegten Suchaktion entkommen. Mit dem Vermögen, das seine Fabrik eingebracht hat, begibt er sich als einfacher Pilger verkleidet zur Familie Thénardier, der er Cosette abkauft. Weiteren Erpressungsversuchen der Wirtsleute entgeht er, indem er mit Cosette vorzeitig aus dem Wirtshaus entflieht. Auf einem Markt kleidet er Cosette ein. Beide ziehen nach Paris weiter. Thénardier wird unterdessen von Javert verhaftet, weil er einem gesuchten Sträfling zur Flucht verholfen hat. Dies trifft ihn umso mehr, weil er sich bei der Schlacht von Waterloo einst verdient gemacht hatte, indem er einem Offizier das Leben rettete.
In Paris finden Valjean, der sich nun LeBlanc nennt, und Cosette mithilfe des jungen Gavroche bei Madame Gorbeau eine Unterkunft. Als sie erkennen, dass das Viertel seit einiger Zeit von Polizisten überwacht wird, fliehen beide. Sie retten sich schließlich in das Frauenkloster Picpus, wo Fuhrunternehmer Fauchelevent vor Jahren durch Vermittlung Valjeans eine Stelle als Gärtner erhalten hatte. Fauchelevent erkennt in ihm Monsieur Madeleine wieder und verspricht, ihm zu helfen. Vor Ordensvorsteherin Innozentia gibt er Valjean als seinen Bruder Ultime aus, während Valjean Cosette als seine Tochter vorstellt. Cosette wird als Novizin in das Kloster aufgenommen. Valjean kommt als Gärtner für Kost, Logis und Ausbildung auf. Javert ahnt zwar, dass Valjean auch nach einigen Tagen noch im Kloster ist, erhält jedoch von seinem Vorgesetzten keinen Durchsuchungsbefehl. Er soll sich vielmehr um die Bespitzelung der revolutionären Studenten kümmern, die immer öfter republikanische Gesinnungen offen aussprechen. Zu den so überwachten Personen gehört bald der Baron Marius Pontmercy, der der Republik nahesteht und bei Madame Gorbeau in dem Zimmer untergekommen ist, das früher Valjean und Cosette bewohnt haben.
Einige Jahre später ist aus Cosette eine junge Frau geworden. Mit ihrer Kommunion stellt sich auch die Frage, ob sie als Nonne im Kloster bleiben wird. Sie entscheidet sich dagegen. Bei einer Besichtigungstour  stellt Mutter Innozentia dem Polizeipräfekten auch die beiden Gärtner des Klosters vor. Die Rede über den Wert der Verbrecher empört Valjean, der sich energisch gegen die Ansicht des Präfekten stellt und vorschlägt, Gefängnisse grundsätzlich abzuschaffen. Die Rede kommt Javert zu Gehör, der sofort Valjean hinter dem Gärtner vermutet. Er setzt durch, dass Mutter Innozentia ihn empfängt. Sie lügt vor ihm bezüglich Valjean und lässt sich später von anderen zur Strafe geißeln. Valjean jedoch verlässt mit Cosette das Kloster. Im Jardin du Luxembourg treffen beide auf Marius, der sich sofort in Cosette verliebt. Er gibt Gavroche auf, die junge Frau zu suchen. Die erscheint kurz darauf mit Valjean, der sich nun Favre nennt, im Haus von Madame Gavroche, wo inzwischen auch die Familie Thénardier untergekommen ist, die sich Jandret nennt. Die Thénardiers sind gesellschaftlich weit abgesunken und den beiden jugendlichen Töchtern Éponine und Azelma geht es schlecht. Thénardier erkennt Valjean wieder, der der Familie im Namen des Klosters Almosen bringt. Er plant, sich an Valjean zu rächen. Marius und Gavroche hören diese Pläne mit und beschließen, Valjean beizustehen.

### Teil 3
Thénardier wendet sich an die berüchtigte Mitternachtsbande, um sich an Valjean zu rächen. Marius geht zu Javert, um den Überfall auf Jean Valjean zu verhindern. Javert ist an der Verhaftung der Bande interessiert. Marius soll einen Warnschuss abgeben, wenn die Polizei zugreifen soll. Erst beim Zusammentreffen von Valjean und Thénardier erfährt Marius, dass Valjeans Gegner der Mann ist, der in der Schlacht von Waterloo einst seinem Vater das Leben rettete. Dennoch gibt er den Schuss ab, als deutlich wird, dass zur Not Cosette zu Schaden kommen soll, damit Valjean Thénardier Geld gibt. Als Valjean erkennt, dass Javert die Bande verhaften wird, flieht er aus dem Fenster. Thénardier wiederum berichtet Javert, dass der als Favre auftretende Mann niemand anderes als Valjean ist.
Obwohl Javert die Mitternachtsbande festgenommen hat, wird er von seinen Vorgesetzten weiterhin nur für die Jagd nach den studentischen Rädelsführern an der Sorbonne eingesetzt. Bisher kann er nur Marius als einen der Verdächtigen benennen. Der ist weiterhin auf der Suche nach Cosette, die mit Valjean unterdessen in einer Villa abseits des Stadtzentrums untergekommen ist. Hier leben beide mit ihrem stummen Diener Toussaint. Zufällig findet Thénardiers Tochter Éponine Cosette und nutzt ihr Wissen später, um Marius zu erpressen: Er willigt ein, mit ihr zu schlafen, wenn sie ihn zu Cosette führt. Gleichzeitig erkennt sie, dass Marius in Thénardiers Schuld steht, da er seinen Vater einst gerettet hat.
Javert stellt Marius zur Rede, dass er sich immer noch nicht von den Revolutionären getrennt hat. Er erfährt, dass Marius in eine gewisse Cosette verliebt ist und lässt ihn beschatten. Heimlich trifft sich Marius mit Cosette im Garten der Villa. Zufällig erfährt Valjean, dass ein Inspektor der Polizei die Villa besichtigen will, um auszuschließen, dass sie während der Revolution als Unterschlupf dienen könnte. Sofort packt Valjean seine Sachen. Er plant, nach England zu fliehen, doch wird Cosette ohnmächtig, als sie davon erfährt. Valjean schiebt seine Reise auf den nächsten Morgen auf. An diesem Morgen beginnen in Paris die Barrikadenkämpfe und Valjean weiß, dass das Chaos Javert erst einmal von Nachforschungen abhalten wird. Er erfährt durch einen nicht abgeschickten Brief Cosettes, dass sie verliebt ist. Valjean gerät außer sich und eilt außer Haus, als Cosette ihm Name und Anschrift ihres Geliebten nennt. In den Unruhen sucht Valjean nach Marius, findet seine Wohnung jedoch leer vor. Von den Revolutionären wird er spontan als Wache einer Nebenstraße eingestellt. Während es zu Straßenkämpfen kommt, nehmen die Aufständischen Javert fest, der sich in ihre Reihen als Spitzel eingeschlichen hatte. Marius wiederum, der sich zunächst wegen Cosette nicht am Aufstand beteiligen wollte, erfährt von Éponine, dass Cosette außer Landes ist. Er will nun sterben und schließt sich den Aufständischen an. Éponine wird schwer verletzt, als sie eine für Marius bestimmte Kugel abfängt. Sie stirbt in seinen Armen, gesteht ihm jedoch vorher zwei Dinge: Er steht nicht in Thénardiers Schuld, weil er seinen Vater damals nicht retten wollte, sondern ihn für tot hielt und mit sich nahm, um seine Uhr zu stehlen. Cosette wiederum habe zwar abreisen wollen, halte sich aber weiterhin in Paris auf. Unweit der Barrikaden sucht Valjean nach Marius. Er trifft auf Gavroche, der ihm berichtet, wie sehr Marius und Cosette sich lieben. Er rät ihm, nach Hause zu gehen und sich nicht in Lebensgefahr zu bringen, doch will Valjean bleiben, bis er Marius gefunden hat.

### Teil 4
Gavroche wird beim Leichenfleddern von Soldaten erschossen. Valjean ist empört, setzt jedoch seine Suche nach Marius fort. Dabei trifft er auf den gefangenen Javert. Er verhindert dessen Exekution durch die Aufständischen, die er selbst vornehmen will. Stattdessen befreit er Javert heimlich. Die Barrikadenkämpfe gehen unterdessen weiter. Fauchelevent wird erschossen und Marius beim Kanonenbeschuss der Barrikaden schwer verletzt. Valjean flieht mit ihm über der Schulter in die Kanalisation, wo er Thénardier wiedertrifft. Dieser glaubt, Valjean habe den Mann des Geldes wegen ermordet und sich so auf die Seite Thénardiers geschlagen. Er hilft Valjean aus dem Kanalisationslabyrinth heraus und nimmt Marius am Ende Geld, aber auch ein Taschentuch ab, das dieser einst von Cosette erhielt. Zudem findet er einen Brief, in dem Marius darum bittet, dass seine Leiche zu seinem Großvater Gillenormand gebracht werden soll.
Bereits kurz nach seinem Ausstieg aus der Kanalisation wird Valjean von Javert erwartet. Er stimmt zu, mit ihm zu kommen, wenn er vorher Marius zu seinem Großvater bringen darf. Der war einst mit dem Enkel im Streit auseinandergegangen, glaubt nun jedoch, seine Leiche zu empfangen. Dies versöhnt ihn mit Marius und er ist erleichtert, als sein Enkel nach einiger Zeit zu sich kommt. Valjean jedoch wird von Javert abgeführt, bevor er mit Marius reden kann. Valjeans Bitte, sich von Cosette verabschieden zu dürfen, erfüllt Javert ihm und redet ihn erstmals mit der Höflichkeitsform „Sie“ an. Valjean erlaubt Cosette die Ehe mit Marius und deutet an, für immer von ihr zu gehen. Als er jedoch aus dem Haus tritt, ist Javerts Kutsche verschwunden.
Javert hat erkannt, dass seine jahrelange Jagd auf Valjean kein befriedigendes Ende hat und er sich sowohl mit einer Verhaftung, als auch mit einer Fluchthilfe strafbar machen würde. Er wählt den Freitod und ertränkt sich in der Seine. Marius’ Genesung schreitet unterdessen voran und er wird von Cosette besucht. Gillenormand ist mit einer Heirat der beiden einverstanden. Valjean macht Cosettes einfache und seine unbekannte Herkunft vergessen, indem er ihr eine Mitgift in Höhe von 600.000 Francs mit in die Ehe gibt. Die Hochzeit findet nach zwei Monaten statt. Die Thénardiers sehen das Paar und erkennen Valjean wieder. Der weiß inzwischen, dass Javert tot ist, klärt Marius jedoch nach der Hochzeit über seine und Cosettes Herkunft auf. Zudem berichtet er von Marius’ Verwundung und meint, dass er damals von Javert gerettet worden sei. Valjeans Geständnisse führen zum Bruch zwischen Marius und Valjean, zumal Valjean zugibt, selbst Cosette zu lieben. Die Jahre vergehen und Valjean lebt zurückgezogen in seiner alten Villa, die er einst mit Cosette bewohnt hat. Vor Cosette wird seine Abwesenheit mit Dienstreisen nach London oder nach Ägypten erklärt. Es ist schließlich Gillenormand, der für Valjean ärztliche Hilfe anfordert, als er schwer erkrankt. Thénardier wiederum sucht als vermeintlicher Botschafter Marius auf und will von ihm Geld für Informationen über Valjean erpressen. Als Marius alle Informationen als ihm bereits bekannt abwehrt, erklärt Thénardier, dass Valjean auch ein Mörder sei, so habe er ihn einst mit einer Leiche in der Kanalisation überrascht. Zum Beweis zeigt er Marius das Taschentuch, das er bei der Leiche gefunden hatte. Marius erkennt, dass er sein Leben Valjean verdankt, und ist tief beschämt. Weil er zudem den kritischen Gesundheitszustand Valjeans kennt, eilt er mit Cosette an Valjeans Krankenbett. Sie sind bei ihm, als er verstirbt und Valjean ist glücklich, Cosette vor seinem Tod noch einmal gesehen zu haben.

## Produktion und Hintergrund
Les Misérables – Gefangene des Schicksals wurde vom französischen Sender TF1 in Auftrag gegeben und ab Oktober 1999 unter anderem in und bei Prag sowie in Pilsen und Paris gedreht. Die Drehzeit betrug fünf Monate, das Budget des Films 165 Millionen Francs bzw. 50 Millionen DM, wobei die Hälfte von der US-amerikanischen Fox übernommen wurde. Neben einer Fassung, die in Deutschland und Frankreich gezeigt wurde, entstand eine rund 170 Minuten lange Filmfassung speziell für den US-amerikanischen Markt, die „mehr gefühlsbetont und weniger sozialkritisch“ war.
Der Film hält sich enger an die Vorlage als vorherige Verfilmungen. Es gibt jedoch auch kleinere Unterschiede zum Roman. Im Film ist der Straßenjunge Gavroche nicht der Sohn des Schurken Thénardier. Inspektor Javert lässt im Film nach seiner Rettung durch Jean Valjean nicht nur diesen, sondern auch einen Kleinkriminellen laufen, der eine körperbehinderte Frau versorgen muss. Im Film ist Javert nicht der Sohn einer Kartenlegerin, sondern stammt aus einer verarmten, ehemals angesehenen Familie.
Les Misérables – Gefangene des Schicksals lief ab 4. September 2000 im französischen Fernsehen auf TF1, wobei er durchschnittlich rund 10 Millionen Zuschauer hatte. Obwohl der Film international erfolgreich lief und weltweit in mehr als 30 Länder verkauft wurde, floppte er bei seiner Erstausstrahlung auf Sat 1. Der Sender zeigte den Vierteiler dabei in drei Abschnitten: Die ersten beiden Folgen liefen am 14. Januar 2001, sodass die Gesamtlaufzeit vier Stunden betrug, wobei der Film „von zu vielen Werbepausen übermäßig zerstückelt“ war. Der zweite Teil (15. Januar) erreichte eine Einschaltquote von 12 Prozent, den dritten Teil (16. Januar) sahen nur rund 3,64 Millionen Zuschauer. „Es ist ein wunderbares Kostümdrama, stark besetzt, genau bis in jedes historische Detail. Aber es ist natürlich anders als Ich heirate einen Millionär oder Schwester Stefanie oder Big Brother. Vielleicht sind deshalb die Quoten nicht besonders“, schrieb die Thüringer Allgemeine, sah aber auch den zu dieser Zeit aktuellen Überfluss an historischen Mehrteilern mit Gérard Depardieu in der Hauptrolle (u. a. Der Graf von Monte Christo, Balzac – Ein Leben voller Leidenschaft) als einen Grund für einen möglichen Überdruss der Zuschauer.
Am 2. Januar 2011 zeigte Sat.1 eine auf 205 Minuten geschnittene Fassung des Mehrteilers als zusammenhängenden Film. Vollständig wurden alle vier Teile zwischen dem 5. April 2012 und dem 28. April 2012 bei Das Vierte ausgestrahlt.
Der junge Jean Valjean wurde im Film von Gérard Depardieus eigenem Sohn Guillaume dargestellt. Christian Clavier spielt im Film den ehemaligen Waterloo-Soldaten Thénardier. Er ist dabei unter anderem in Uniform zu sehen und beeindruckte Gérard Depardieu, der 2001 Mitproduzent des Vierteilers Napoléon war. Er setzte sich für die Besetzung Claviers als Napoléon ein und sagte in einem Interview: „Ich sah ihn [Clavier] in ,Les Misérables in der Uniform eines Waterloo-Soldaten, und mir wurde klar, das ist Napoleon.“ Clavier erhielt die Hauptrolle des französischen Kaisers, wobei er mit zahlreichen Darstellern aus Les Misérables, darunter Gérard Depardieu und John Malkovich, zusammen vor der Kamera stand.

## Synchronisation
| Rolle              | Darsteller           | Synchronsprecher         |
| ------------------ | -------------------- | ------------------------ |
| Jean Valjean       | Gérard Depardieu     | Manfred Lehmann          |
| Javert             | John Malkovich       | Joachim Tennstedt        |
| Thénadier          | Christian Clavier    | Udo Schenk               |
| Cosette            | Virginie Ledoyen     | Nana Spier               |
| Marius             | Enrico Lo Verso      | David Nathan             |
| Fantine            | Charlotte Gainsbourg | Heidrun Bartholomäus     |
| Éponine Thénardier | Asia Argento         | Claudia Urbschat-Mingues |
| Gillenormand       | Michel Duchaussoy    | Otto Mellies             |
| Mutter Innozentia  | Jeanne Moreau        | Eva Katharina Schultz    |
| Madame Victurnier  | Élisabeth Wiener     | Barbara Schnitzler       |
| Chabouillet        | Artus de Penguern    | Bernd Vollbrecht         |
| Champmathieu       | Maxime Leroux        | Wolfgang Ostberg         |

In der deutschen Synchronfassung nennt Madame Victurnien, die Vorarbeiterin der Fabrik, Valjean bei seinem richtigen Namen, obwohl sie diesen eigentlich gar nicht wissen dürfte und ihn „Monsieur Madeleine“ hätte nennen müssen.

## Kritik
Für die Welt am Sonntag war Les Misérables – Gefangene des Schicksals „aufwendig produziert, opulent ausgestattet, hervorragend besetzt und bewegend inszeniert. Selten wurden Fernsehmillionen besser angelegt. Ein Top-Film.“ Die Sächsische Zeitung lobte den Film als „opulent ausgestattetes Historiendrama, in dem es Josée Dayan gelang, eine vergangene und hierzulande eher weniger bekannte Epoche zum Leben zu erwecken.“ Der Film sei „optisch brillant und mit sicherem Gespür für das zeithistorische Ambiente in Szene gesetzt…“ und eine „unterhaltsame, keineswegs knochentrockene Geschichtslektion.“ Für den Südkurier war der Film eine „über weite Strecken bestechende… Fernsehproduktion“, während die Passauer Neue Presse Les Misérables als „außergewöhnlich grandios ausgestattete… Literaturverfilmung“ bezeichnete und die Kritik mit den Worten „Mehr von diesen Filmen. Da macht Fernsehen wieder Lust.“ schloss.
Für Die Welt war der Mehrteiler „ein schaurig-schönes Bilderbuch, das Acht- bis Achtzigjährige, gemütlich vor der Flimmerkiste vereint, gefahrlos und genüsslich anschauen können.“ „Sehr bunt, sehr lang, sehr groß das alles. Filmkritiker haben für Werke wie dieses das anerkennende und zugleich doch ein wenig abschätzige Etikett ‚großes Erzählkino‘ geschaffen“, befand Der Tagesspiegel und lobte die darstellerischen Leistungen von Depardieu, Sander, Moreau, Malkovich und Ferres. „Dank der guten Besetzung ist auch diese aufwändige TV-Verfilmung von Josée Dayan bestens gelungen“, schrieb Prisma.
Harald Keller verriss den Film in der Frankfurter Rundschau, so würde das Drehbuch „Szenen in ausuferndem Maße und ohne schlüssigen Zusammenhalt aneinander[…]reihen; filmdramaturgische Bemühungen sind nicht auszumachen.“ Besonders der Umstand, dass die Figur des Gavroche trotz zeitlich langer Abstände nicht zu altern scheine, wertete er als „grobe Schlamperei…“ in Bezug auf den Umgang mit zeitlichen Abläufen. Regisseurin Josée Dayan bevorzuge wiederum „uninspirierte… Kameraeinstellungen“, die zu den „immer gleichen, in kaltes, fahlblaues Einheitslicht getauchten statischen Bildfolgen“ führten. Keller fasste zusammen, dass sich Les Misérables – Gefangene des Schicksals in die Reihe „pompös hingeklotzter Kostümschinken im Operettenstil [fügt], die weder eine künstlerische Handschrift aufweisen noch die als Vorlage herangezogene Literatur adäquat in Filmbilder umzusetzen vermögen.“ Der Spiegel befand, dass sich Gerard Depardieu „durch die Szenen [schleppt], als wollten die beschwerenden Gewichte nie von ihm abfallen. Auch mimisch tendiert er zum Minimalismus, auf Deutsch: Ob Freud, ob Leid, er blickt fast immer gleich drein.“ Auch die Leipziger Volkszeitung stellte fest, dass Depardieu von John Malkovich an die Wand gespielt werde, der Film selbst besitze eine „geläufige… Story, die präzis wie ein Uhrwerk im Rhythmus eines Vorlesers ablief. Episches Bilderbuch-Fernsehen halt – mit Schauwert und Lust am visuellen Fabulieren.“